# Campeonato Paulista de Futebol Feminino
O Campeonato Paulista de Futebol Feminino é uma competição do futebol brasileiro disputada por equipes do estado de São Paulo filiadas à Federação Paulista de Futebol, a entidade organizadora do certame. Disputada oficialmente pela primeira vez em 1987 e de maneira ininterrupta desde 2004, é a principal competição feminina do futebol paulista.

## História
A primeira edição oficial do Paulista feminino foi realizada em fins de 1987 e teve a Juventus-SP como campeã. Dez anos depois dessa edição pioneira, a FPF organizou uma nova competição com oito equipes, incluindo univesitárias. Além de Corinthians, Palmeiras, Santos e São Paulo, também participaram com times próprios o Mackenzie e a USP e, em parceria respectivamente com Portuguesa de Desportos e Juventus, a Universidade Sant'Anna e a Universidade São Judas Tadeu.
Após não ter sido disputado em 2002 e 2003, o Paulista feminino retornou ao calendário do futebol estadual com organização da Secretaria de Estado da Juventude, Esporte e Lazer e apoio da FPF. Na edição de 2004, houve 32 participantes na disputa — o maior número até hoje — entre equipes filiadas à Federação e times de universidades ou de prefeituras municipais do estado.
Já sem a Secretaria de Estado da Juventude, Esporte e Lazer, a FPF reassumiu o controle total da organização do Paulista feminino em 2009, então apenas clubes filiados à entidade participaram da edição dessa temporada.
Em 2016, a Federação criou um departamento exclusivo para a modalidade feminina, cuja primeira dirigente foi a ex-jogadora Aline Pellegrino.

## Forma de disputa
Desde da edição de 2021, na primeira fase, todas as equipes se enfrentam em grupo único, em apenas um turno. As 4 melhores colocadas avançam para a fase final, enquanto as classificadas da 5ª à 8ª colocação disputam a Copa Paulista de Futebol Feminino.
Na fase final, as equipes disputam semifinais e a final que serão disputadas em partidas de ida e volta, sempre com a última partida de mando da equipe de melhor campanha geral.
A equipe melhor classificada que não está garantida no Brasileirão Feminino séries A1, A2 ou A3 recebe uma vaga para a terceira divisão do campeonato nacional. Em 2024, por exemplo, devido ao desempenho no estadual do ano anterior, essa vaga foi do Realidade Jovem e houve outra vaga, conquistada pelo Pinda Futebol Clube, devido à posição da Federação Paulista no Ranking da CBF de Futebol Feminino.

## Edições

### Campeões
Títulos oficialmente reconhecidos pela Federação Paulista de Futebol.
| a. ^ Final disputada em apenas um jogo. |

## Títulos por equipe
| Clube                 | Títulos                     | Vice                              |
| --------------------- | --------------------------- | --------------------------------- |
| Santos                | 4 (2007, 2010, 2011 e 2018) | 5 (1997, 2009, 2016, 2017 e 2022) |
| Corinthians           | 4 (2019, 2020, 2021 e 2023) | 3 (1998, 2018 e 2024)             |
| Juventus-SP           | 4 (1984, 1985, 1986 e 1987) | 0                                 |
| Ferroviária           | 3 (2004, 2005 e 2013)       | 3 (1987, 2014 e 2020)             |
| São José-SP           | 3 (2012, 2014 e 2015)       | 2 (2010 e 2013)                   |
| Palmeiras             | 3 (2001, 2022 e 2024)       | 1 (2000)                          |
| Botucatu              | 3 (2006, 2008 e 2009)       | 0                                 |
| São Paulo             | 2 (1997 e 1999)             | 4 (2015, 2019, 2021 e 2023)       |
| Portuguesa            | 2 (1998 e 2000)             | 1 (1999)                          |
| Rio Preto             | 2 (2016 e 2017)             | 0                                 |
| Saad                  | 0                           | 3 (2005, 2006 e 2008)             |
| Centro Olímpico       | 0                           | 2 (2011 e 2012)                   |
| Transvira             | 0                           | 1 (1984)                          |
| C.A. Paulistão        | 0                           | 1 (1985)                          |
| Matonense             | 0                           | 1 (2001)                          |
| São Bernardo do Campo | 0                           | 1 (2004)                          |
| Jaguariunense         | 0                           | 1 (2007)                          |